# Sarah and Son
Sarah and Son (bra: A Volta do Deserdado) é um filme estadunidense de 1930, do gênero drama, dirigido por Dorothy Arzner, com roteiro de Zoë Akins baseado no romance Sarah and Son, de Timothy Shea.
Segundo o crítico John Eames, trata-se de uma das melhores produções de David O. Selznick durante seus três anos na Paramount Pictures, perfeito exemplo de dramas do tipo "encharcadores de lenços" e o veículo mais popular até então para Ruth Chatterton, que recebeu uma indicação ao Oscar por sua atuação.

## Prêmios e indicações
| Prêmio     | Categoria    | Recipientes     | Resultado |
| ---------- | ------------ | --------------- | --------- |
| Oscar 1931 | Melhor atriz | Ruth Chatterton | Indicada  |

## Sinopse
Sarah, uma artista austríaca, há anos sofre abusos de seu marido. Um dia, horrorizada, descobre que ele vendeu Bobby, o filho deles, para uma família rica. Em desespero, ela o abandona e sai à procura do menino. Quando o encontra, implora para tê-lo de volta, mas em vão. Anos depois, agora uma famosa estrela de ópera e com bastante dinheiro na bolsa, ela faz uma nova tentativa e, desta vez, o casal se mostra bem mais receptivo.

## Elenco
| Ator/Atriz         | Personagem     |
| ------------------ | -------------- |
| Ruth Chatterton    | Sarah Storm    |
| Fredric March      | Howard Vanning |
| Gilbert Emery      | John Ashmore   |
| Doris Lloyd        | Sra. Ashmore   |
| Fuller Mellish Jr. | Jim Grey       |
| William Stack      | Cyril Belloc   |
| Philippe De Lacy   | Bobby          |

## A Canção do Berço
No mesmo ano, a Paramount Pictures produziu uma versão portuguesa do filme, chamada A Canção do Berço, dirigida pelo cineasta brasileiro Alberto Cavalcanti e interpretada pelos portugueses Corina Freire, Esther Leão e Alexandre de Azevedo.